# Sèrie ATI Rage
L'ATI Rage (estilitzat com RAGE o rage) és una sèrie de chipsets gràfics desenvolupats per ATI Technologies que ofereixen una interfície gràfica d'usuari (GUI) acceleració 2D, acceleració de vídeo i acceleració 3D desenvolupada per ATI Technologies. És el successor de la sèrie d'acceleradors 2D ATI Mach.

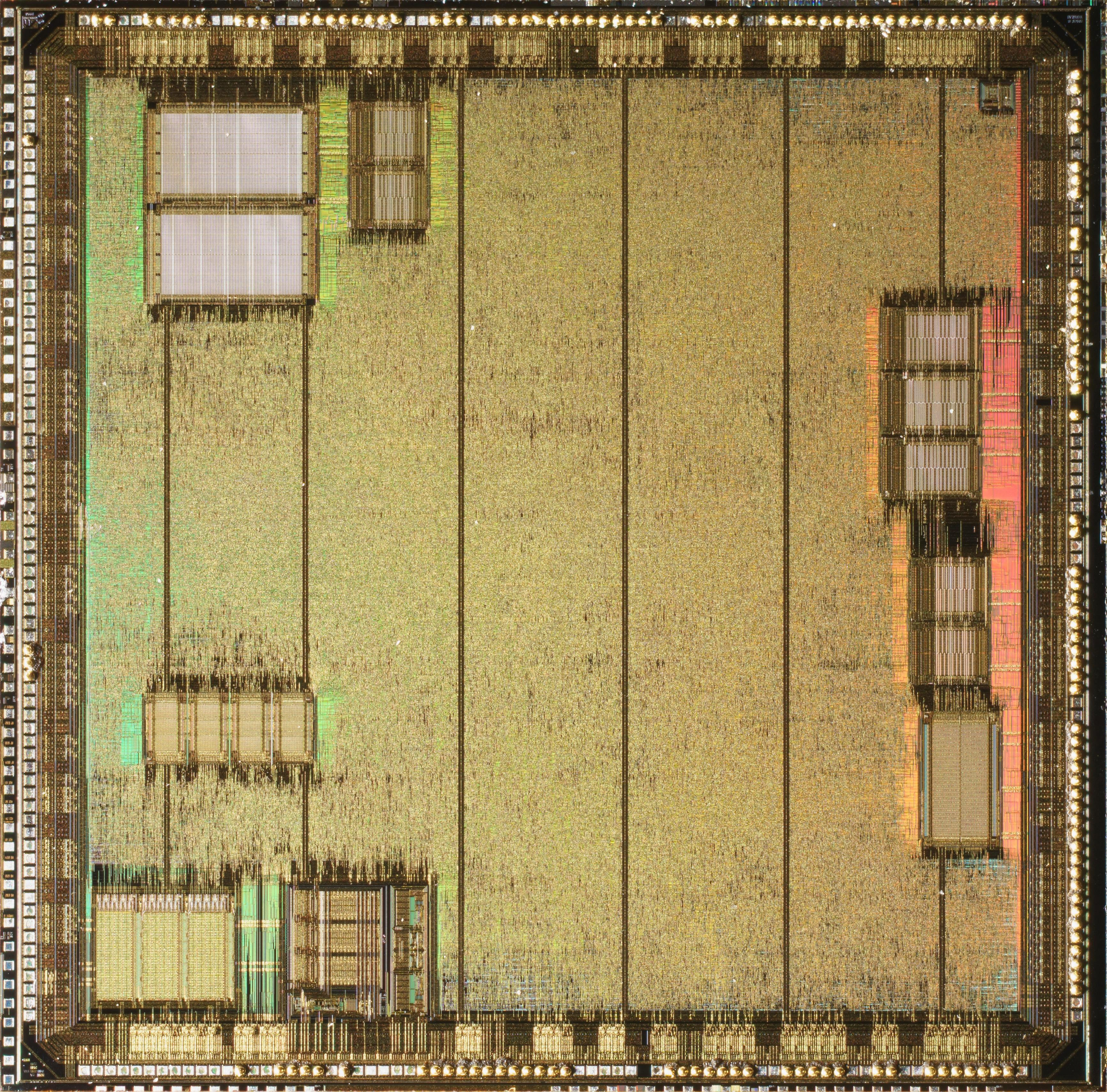
3D RAGE II
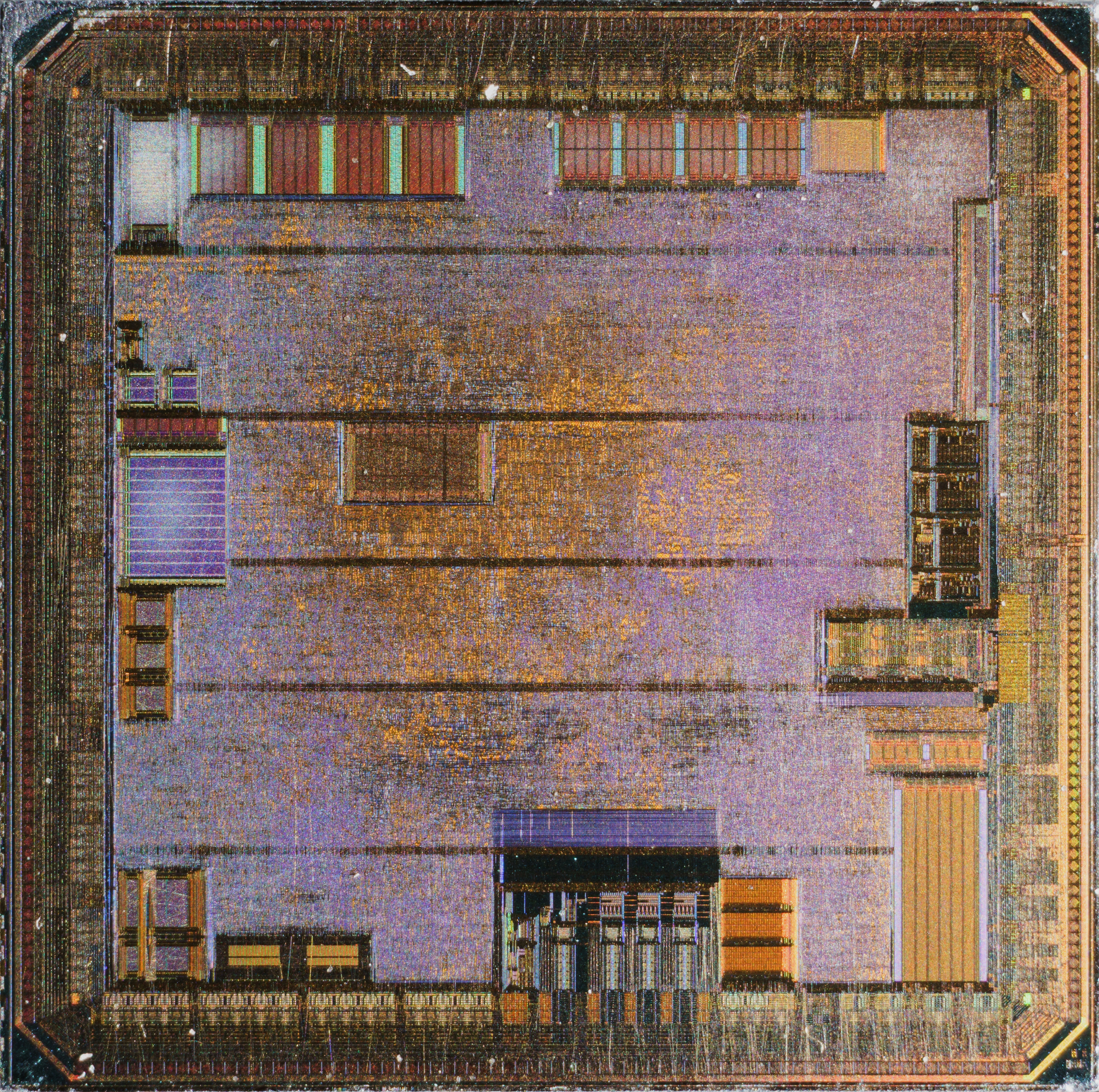
Rage XL
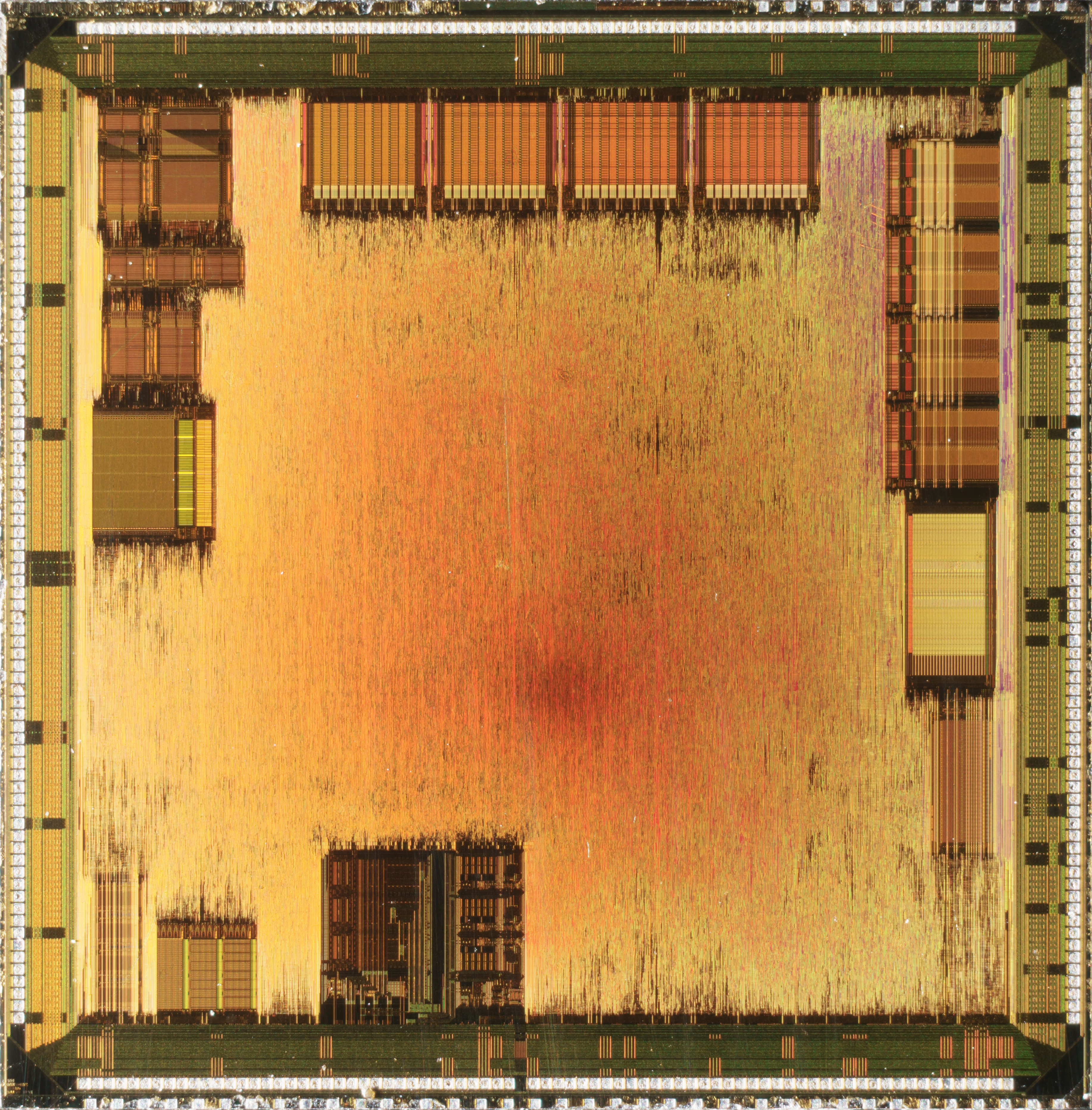
Rage PRO
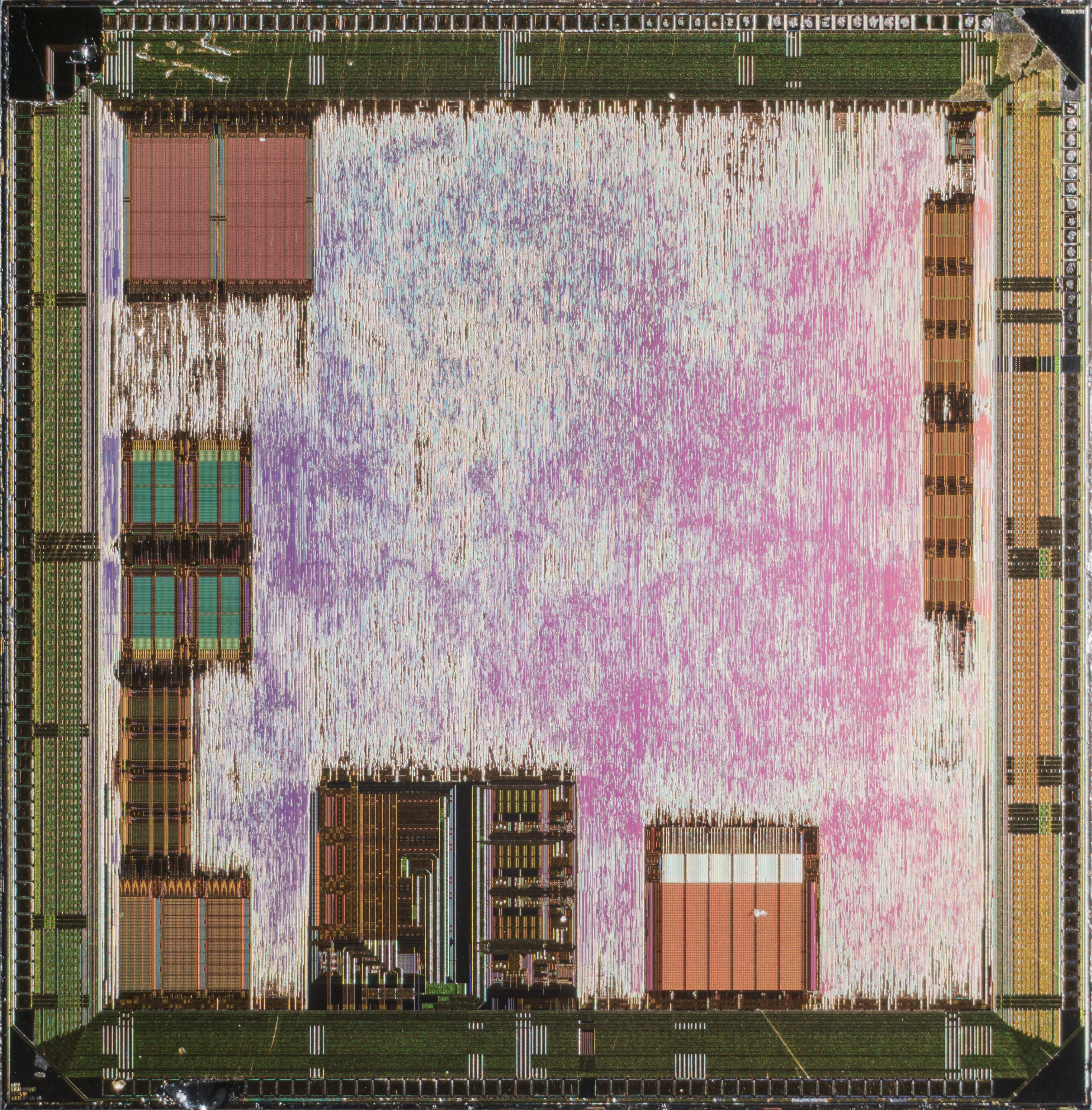
Rage IIC
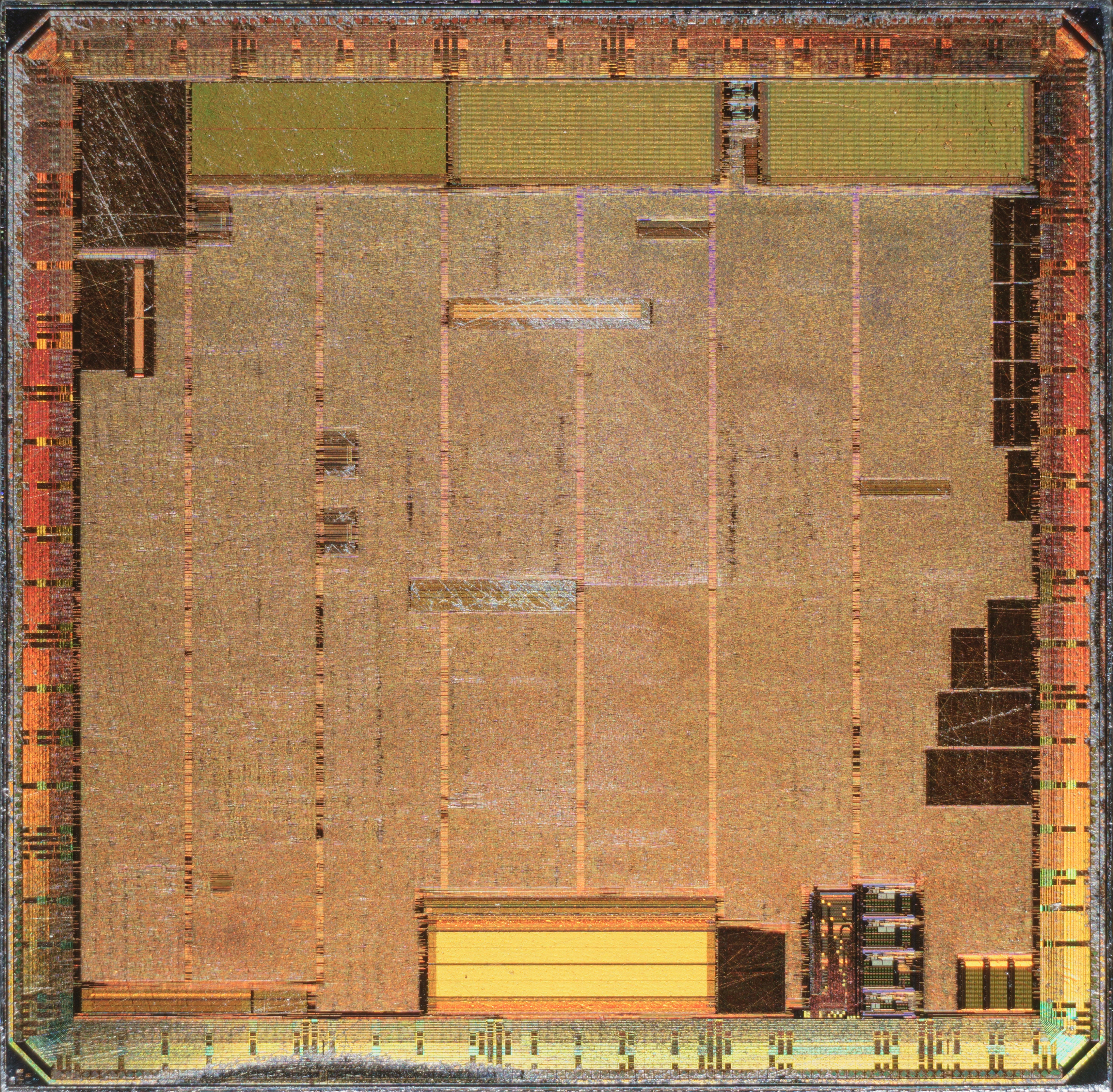
Rage 128 GL
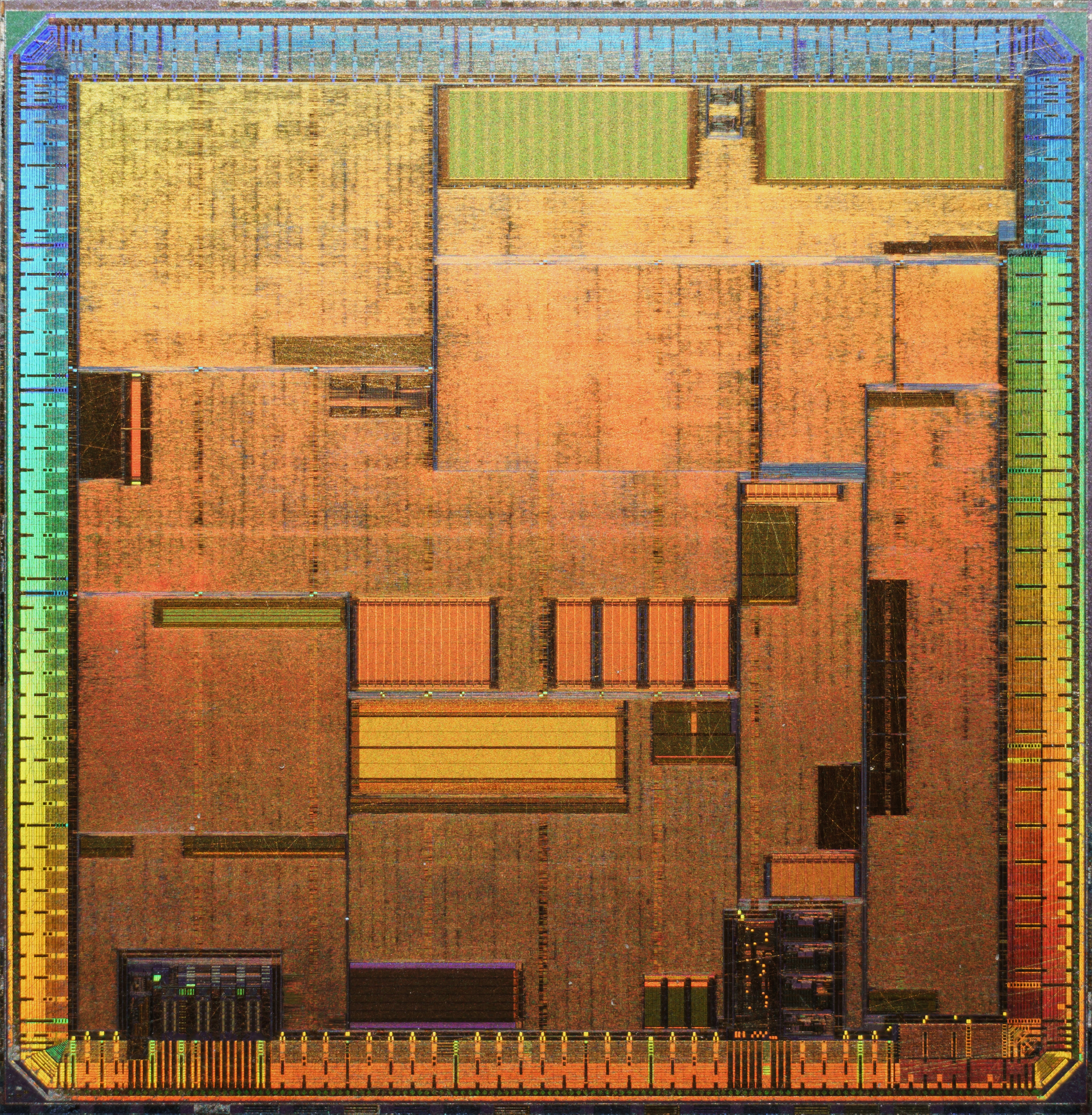
Rage 128 Pro

## 3D RAGE (I)

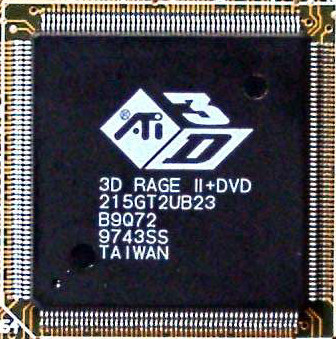
Xip ATI Rage II + DVD

El xip 3D RAGE original (també conegut com Mach64 GT) es basava en un nucli Mach64 2D amb una nova funcionalitat 3D i acceleració MPEG-1. El 3D RAGE va ser llançat l'abril de 1996. El 3D RAGE es va utilitzar a la placa de vídeo 3D Xpression d'ATI. A més, aquest xip es va trobar integrat a la línia IBM Aptiva 2176 amb el cas Stealth i va incloure una còpia gratuïta de MechWarrior 2: 31st Century Combat que només funcionava amb aquest xip gràfic per mostrar les seves habilitats. La configuració de memòria d'aquest xip integrat era de 2 megabytes.

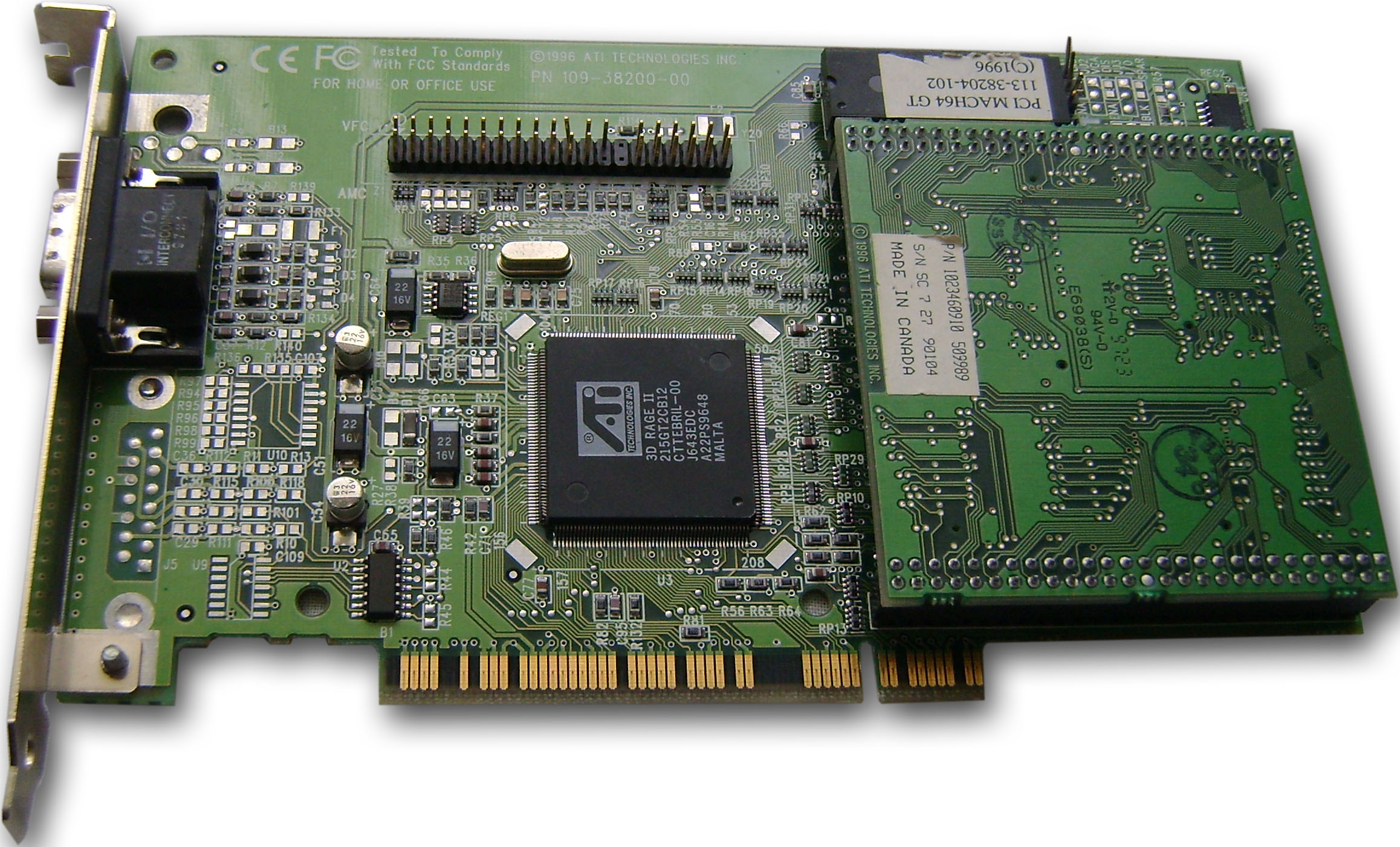
Targeta gràfica ATI 3D Rage II

## 3D RAGE II (II+, II+DVD, IIc)
La segona generació de Rage (també conegut com Mach64 GT-B) va oferir aproximadament dues vegades més rendiment en 3D. El seu processador gràfic es va basar de nou en un motor GUI Mach64 redissenyat que proporcionava un rendiment 2D òptim amb memòria EDO d'un sol cicle o SGRAM d'alta velocitat. El xip 3D Rage II era una versió millorada i compatible amb pins de l'accelerador 3D Rage. El xip compatible amb PCI -bus de segona generació va augmentar el rendiment 2D en un 20 per cent i va afegir suport per a la reproducció de MPEG-2 (DVD). El xip també tenia suport de controladors per a Microsoft Direct3D i Reality Lab, QuickDraw 3D Rave, Criterion RenderWare i Argonaut BRender. Els controladors OpenGL estan disponibles per a la comunitat professional de 3D i CAD i els controladors Heidi estan disponibles per als usuaris d'AutoCAD. Els controladors també es proporcionen en sistemes operatius com Windows 95, Windows NT, Mac OS, OS/2 i Linux. ATI també va enviar un xip de codificador de TV per a RAGE II, el xip ImpacTV.

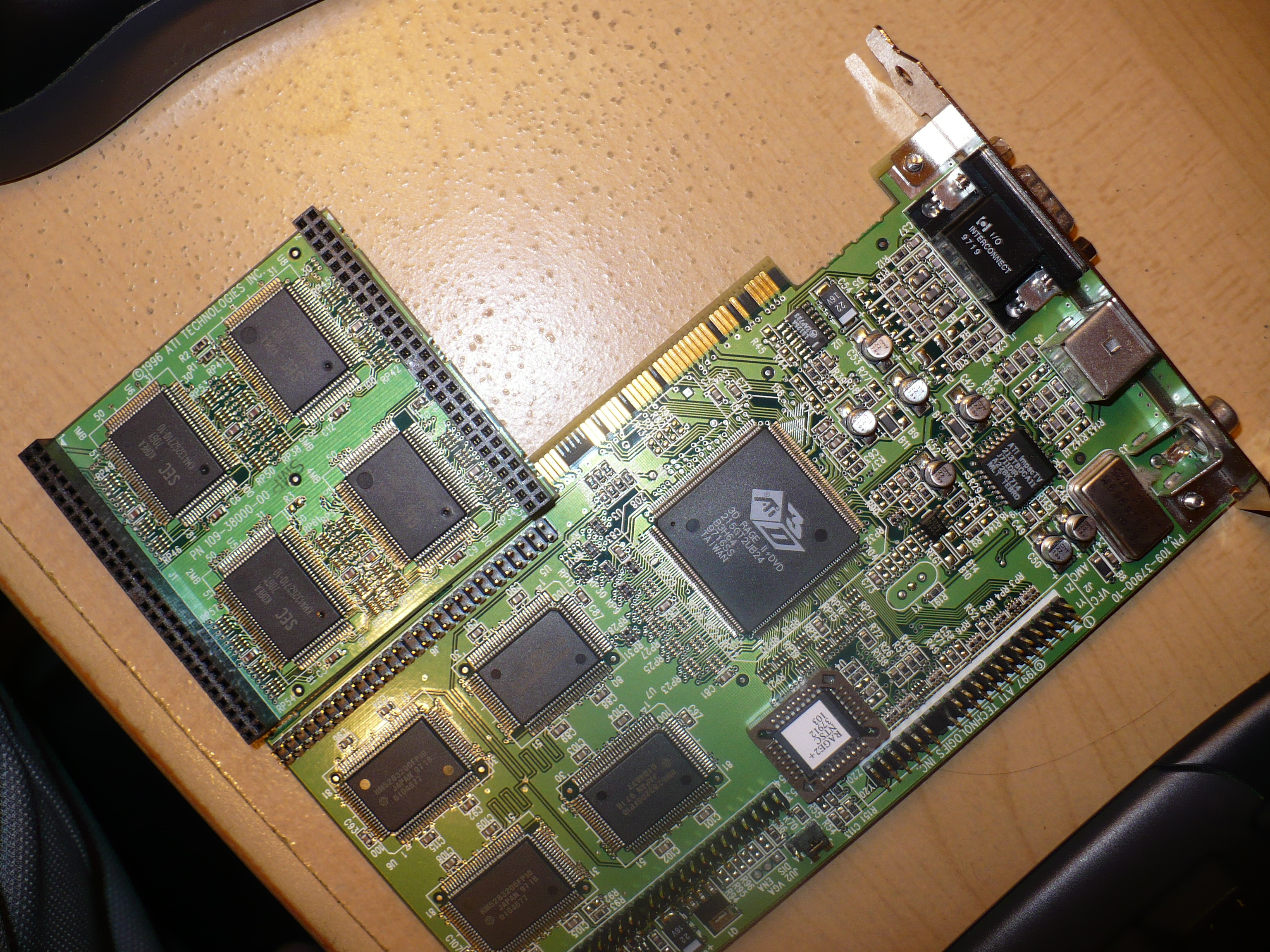
DVD ATI 3D Rage II+ amb el panell Vertex M1 eliminat

## 3D RAGE Pro
ATI va fer una sèrie de canvis sobre el 3D RAGE II: un nou motor de configuració de triangle, millores de correcció de perspectiva, suport de boira i implementacions de transparència, suport d'il·luminació especular i reproducció de vídeo millorada i suport de DVD. El xip 3D Rage Pro es va dissenyar per a l'Accelerated Graphics Port (AGP) d'Intel, aprofitant la textura en mode d'execució, la canalització d'ordres, l'adreçament de banda lateral i els protocols complets de mode 2×. Les versions inicials es basaven en configuracions estàndard de memòria gràfica: fins a 8 MiB de SGRAM o 16 MB de WRAM, segons el model.

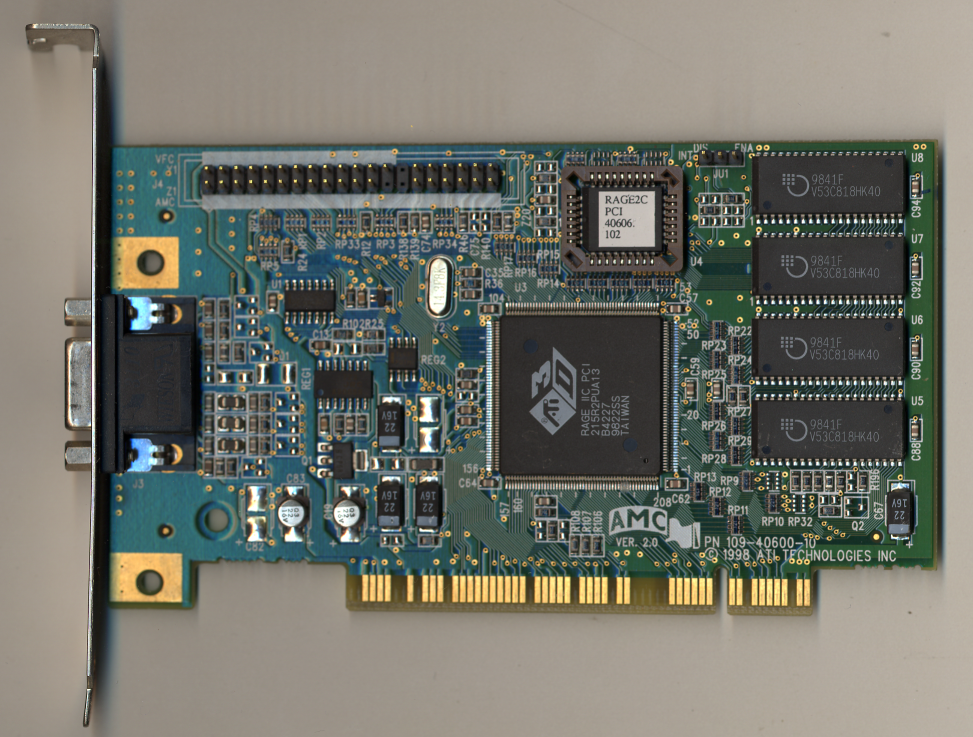
Targeta PCI ATI Rage IIc

## RAGE LT (ordinador portàtil) i RAGE LT Pro (escriptori)
Rage LT o Mach64 LT sovint es van implementar a les plaques base i en aplicacions mòbils com els ordinadors portàtils. Aquest xip de finals de 1996 era molt similar al Rage II i suportava la mateixa codificació de l'aplicació. Incorporava un transmissor de senyalització diferencial de baixa tensió (LVDS) per a LCD de portàtils i una gestió avançada d'energia (control d'energia bloc per bloc). El RAGE LT PRO, basat en el 3D RAGE PRO, va ser la primera GPU mòbil que va utilitzar AGP.

## RAGE XL
La Rage XL era una targeta de baix cost basada en RAGE Pro. Com a xip de baixa potència amb una acceleració 2D i 3D capaç, el Rage XL es va utilitzar en moltes targetes gràfiques de gamma baixa. També es va veure a les plaques base Intel fa poc com el 2004, i encara es va utilitzar el 2006 per a les plaques base de servidor. El Rage XL ha estat succeït per l'ATI ES1000 per a l'ús del servidor.

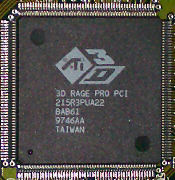
Xip RAGE Pro